# Kunstrijden op de Olympische Winterspelen 2022 - IJsdansen
Het kunstrijden voor IJsdansen tijdens de Olympische Winterspelen 2022 vond plaats op 12 en 14 februari 2022 in de Capital Indoor Stadium in Peking, China. Regerend olympisch kampioen was het Canadese duo Tessa Virtue en Scott Moir.

## Tijdschema
| Datum                | Lokale tijd | MET   | Kür       |
| -------------------- | ----------- | ----- | --------- |
| zaterdag 12 februari | 19:00       | 12:00 | Korte kür |
| maandag 14 februari  | 9:15        | 02:15 | Vrije kür |

## Uitslag
| Rang   | Olympiër                                     | Land             | Korte kür | Korte kür | Vrije kür | Vrije kür | Score  |
| Rang   | Olympiër                                     | Land             | Score     | Rang      | Score     | Rang      | Score  |
| ------ | -------------------------------------------- | ---------------- | --------- | --------- | --------- | --------- | ------ |
| Goud   | Gabriella Papadakis / Guillaume Cizeron      | Frankrijk        | 90,83     | 1         | 136,15    | 1         | 226,98 |
| Zilver | Viktoria Sinitsina / Nikita Katsalapov       | Russische ploeg  | 88,85     | 2         | 131,66    | 2         | 220,51 |
| Brons  | Madison Hubbell / Zachary Donohue            | Verenigde Staten | 87,13     | 3         | 130,89    | 3         | 218,02 |
| 4      | Madison Chock / Evan Bates                   | Verenigde Staten | 84,14     | 4         | 130,63    | 4         | 214,77 |
| 5      | Charlène Guignard / Marco Fabbri             | Italië           | 82,68     | 7         | 124,37    | 5         | 207,05 |
| 6      | Aleksandra Stepanova / Ivan Boekin           | Russische ploeg  | 84,09     | 5         | 120,98    | 8         | 205,07 |
| 7      | Piper Gilles / Paul Poirier                  | Canada           | 83,52     | 6         | 121,26    | 7         | 204,78 |
| 8      | Olivia Smart / Adrián Díaz                   | Spanje           | 77,70     | 9         | 121,41    | 6         | 199,11 |
| 9      | Laurence Fournier Beaudry / Nikolaj Sørensen | Canada           | 78,54     | 8         | 113,81    | 11        | 192,35 |
| 10     | Lilah Fear / Lewis Gibson                    | Groot-Brittannië | 76,45     | 10        | 115,19    | 9         | 191,64 |
| 11     | Kaitlin Hawayek / Jean-Luc Baker             | Verenigde Staten | 74,58     | 11        | 115,16    | 10        | 189,74 |
| 12     | Wang Shiyue / Liu Xinyu                      | China            | 73,41     | 12        | 111,01    | 12        | 184,42 |
| 13     | Marjorie Lajoie / Zachary Lagha              | Canada           | 72,59     | 13        | 108,43    | 13        | 181,02 |
| 14     | Diana Davis / Gleb Smolkin                   | Russische ploeg  | 71,66     | 14        | 108,16    | 14        | 179,82 |
| 15     | Juulia Turkkila / Matthias Versluis          | Finland          | 68,23     | 16        | 105,65    | 15        | 173,88 |
| 16     | Natalie Taschlerova / Filip Taschler         | Tsjechië         | 67,22     | 17        | 101,10    | 17        | 168,32 |
| 17     | Natalia Kaliszek / Maksym Spodyriev          | Polen            | 70,32     | 15        | 96,99     | 20        | 167,31 |
| 18     | Tina Garabedian / Simon Proulx-Sénécal       | Armenië          | 65,87     | 19        | 101,16    | 16        | 167,03 |
| 19     | Maria Kazakova / Georgy Reviya               | Georgië          | 67,08     | 18        | 97,25     | 19        | 164,33 |
| 20     | Alexandra Nazarova / Maxim Nikitin           | Oekraïne         | 65,53     | 20        | 97,34     | 18        | 162,87 |
| 21     | Katharina Müller / Tim Dieck                 | Duitsland        | 65,47     | 21        | —         | —         | 65,47  |
| 22     | Misato Komatsubara / Tim Koleto              | Japan            | 65,41     | 22        | —         | —         | 65,41  |
| 23     | Paulina Ramanauskaitė / Deividas Kizala      | Litouwen         | 58,35     | 23        | —         | —         | 58,35  |